# Plasma Shock Peening
Plasma Shock Peening (PSP)   je technologie úpravy kovových povrchů využívající rázovou vlnu k vytvoření prospěšných zbytkových tlakových napětí v povrchové vrstvě materiálu. Tato metoda, spadající do oblasti materiálového a povrchového inženýrství, přispívá k prodloužení životnosti kovových součástí a zvyšuje jejich odolnost vůči únavě, oděru, korozi a dalším degradačním mechanismům. PSP dosahuje výsledků plně srovnatelných s metodou aplikace rázové vlny generované laserovým pulsem (laser shock peening - LSP), avšak využívá odlišný fyzikální princip založený na generování rázové vlny pomocí expanze plazmatu.

## Historie

### Vývoj technologie (2021–2025)
Technologie PSP byla vyvinuta v roce 2021 na Ústavu Termomechaniky Akademie věd České republiky (ÚT AV ČR)  a patentována téhož roku. Autorem technologie je Ing. Jiří Šonský, Ph.D., vedoucí Oddělení elektrotechniky a elektrofyziky. PSP vznikla jako alternativa k LSP s cílem snížit náklady a zvýšit dostupnost metody úpravy kovových povrchů rázovou vlnou (shock peening). V roce 2022 byla uzavřena licenční smlouva se společností PSP Technologies s.r.o., která se zaměřuje na vývoj generátorů rázových vln a průmyslovou aplikaci technologie. Technologie byla testována v oblasti řezných nástrojů ze slinutých karbidů, tvářecích nástrojů a forem pro vysokotlaké lití hliníku.

## Princip technologie
PSP využívá řízený výboj plazmatu k urychlení impaktoru na rychlosti dosahující přibližně 4 km/s. Náraz impaktoru na povrch materiálu generuje rázovou vlnu, která vyvolává plastickou deformaci a indukuje tlaková zbytková napětí do hloubky v řádu milimetrů (1+ mm). 
Klíčové fáze procesu:
- Generování plazmatu – elektrický výboj vytvoří plazma.

- Akcelerace impaktoru – expanze plazmatu urychluje impaktor na vysokou rychlost.

- Dopad na povrch – impaktor s vysokou kinetickou energií narazí na povrch materiálu a vytvoří otisk (spot).

- Tvorba tlakové vlny – náraz generuje lokální rázovou vlnu pronikající do hloubky materiálu.

- Plastická deformace – vzniklá kompresní vlna indukuje prospěšná tlaková napětí v povrchové vrstvě.

## Klíčové parametry
- Nízkoteplotní proces – při aplikaci PSP nedochází k tepelnému ovlivnění materiálu.

- Definice energie – maximální energie jednoho spotu je přibližně 10 J, energie spotů je definována v programu CAM (Computer Aided Manufacturing).

- Přizpůsobení hloubky ošetření – hloubka účinku je ovlivněna velikostí spotu a energií plazmového výboje.

- Přesné řízení účinku – překrývání vrstev umožňuje regulaci hloubky ovlivněné zóny a velikosti indukovaných tlakových napětí.

- Jednotnost a opakovatelnost – PSP poskytuje vysokou přesnost a konzistenci při aplikaci.

- Zachování integrity materiálu – proces nemění chemickou strukturu materiálu a eliminuje potřebu následného čištění.

## Přidaná hodnota
- Plná mobilita – kompaktní zařízení umožňuje přímé ošetření součástí na pracovišti.

- Ekologická udržitelnost – omezení nutnosti přepravy součástí a snížení četnosti jejich výměny snižuje environmentální dopad.

## Průmyslové aplikace
PSP nachází uplatnění v odvětvích vyžadujících vysokou životnost a pevnost kovových součástí a nářadí, včetně:
- Leteckého průmyslu – zvýšení odolnosti lopatek turbín a dalších namáhaných součástí.

- Energetiky – úprava součástí turbín vystavených cyklickému zatížení.

- Obranného průmyslu – aplikace v odolnosti zbraní a vojenské techniky.

- Vesmírného průmyslu – úprava konstrukčních prvků družic a kosmických lodí.

- Obecného strojírenství – zlepšení únavové a tepelné odolnosti strojních částí a nářadí.

- Automobilového průmyslu – prodloužení životnosti motorových a podvozkových komponent.

- Medicíny – zvýšení odolnosti endoprotéz a chirurgických nástrojů.